# Poble siona
Els siona són un poble indígena que habita en les riberes del riu Putumayo entre les desembocadures dels rius Cuhembi i Piñuña Blanca, al Departament de Putumayo a Colòmbia i a la Província de Sucumbíos a l'Equador, especialment a la Reserva de producció de fauna Cuyabeno. Es designen a si mateixos com Gâ'tɨya pâín, el poble del riu de la canya brava. Se'ls ha designat també com Ceona, Quenquecoyo, Encabellado o Bahupâi.

## Idioma
Parlen un idioma pertanyent a la branca occidental de la família Tukano, el mateix dels "macaguajes" o Airu pâín (gent de la selva) que viuen en la foia del Mecaya i Sensaya, afluents del riu Caquetá i entre aquest i el riu Putumayo, estretament relacionat amb la llengua dels secoya o piojé de l'Equador i relacionat també amb el dels koreguaje.

## Història
Van arribar des de l'orient fa segles al seu territori, pel riu Putumayo, que designen com a riu de la canya brava. Han estat afectats per les successives economies de "bonança", primer la explotació del cautxú, després des de 1963 l'explotació de petroli i finalment la colonització per al cultiu il·legal de coca. El resultat ha estat la reducció del seu territori i de la seva població, la qual és actualment inferior a les 2.600 persones.

## Activitat econòmica
La seva economia depèn de la agricultura itinerant. Conreen iuca, blat de moro, arròs, chontaduro, plàtans, pinya i taronja. Complementen la seva alimentació amb la pesca i en menor mesura amb la caça amb sarbatana o escopeta, la cria de gallinas i porcs i la recol·lecció de fruits silvestres. Fan canoes de troncs buidats per transportar-se pels rius. Fabriquen hamacas i canastres de fibres obtingudes de plantes. Les dones practiquen la terrisseria.
Estan organitzats sota l'Organització de la Nacionalitat Indígena Siona de l'Equador (ONISE), membre de la CONAIE.
A Colòmbia, la comunitat ha d’afrontar la violència generada pel conflicte armat i les activitats de la companyia petroliera britànica Amerisur Resources.

## Xamans siona
El "curaca" té un paper important en la vida de la comunitat i mitjançant el consum ritual del yajé estableix contacte amb els cinc nivells de l'univers i els seus colors. La salut, la caça, la pesca, el cicle vital humà, el matrimoni i la seguretat de la comunitat depenen de les relacions amb els diferents éssers que habiten aquests nivells.

## Cultura tradicional
Donen importància a l'arranjament personal, al pentinat tradicional i a la pintura del cos i elaboren i usen aretes i uns 80 collarets, entre els quals es destaca uns 32 ullals de jaguar. Porten en cada braç o nina, com a polsera, l'herba aromàtica dt.'ja, que els ha valgut el nom sionɨ (perfumats, en llengua witoto). Es caracteritza per ser una nacionalitat molt llunyana dels altres.